# U-619
Unterseeboot 619 foi um submarino alemão do Tipo VIIC, pertencente a Kriegsmarine que atuou durante a Segunda Guerra Mundial.

## Comandantes
| Comandante          | Data                                       |
| ------------------- | ------------------------------------------ |
| Oblt. Kurt Makowski | 23 de abril de 1942 - 5 de outubro de 1942 |

## Subordinação
Durante o seu tempo de serviço, esteve subordinado às seguintes flotilhas:
| Período                                      | Flotilha                                  |
| -------------------------------------------- | ----------------------------------------- |
| 23 de abril de 1942 - 30 de setembro de 1942 | 5. Unterseebootsflottille (treinamento)   |
| 1 de outubro de 1942 - 5 de outubro de 1942  | 3. Unterseebootsflottille (serviço ativo) |

## Operações conjuntas de ataque
O U-619 participou das seguinte operações de ataque combinado durante a sua carreira:
- Rudeltaktik Blitz (22 de setembro de 1942 - 26 de setembro de 1942)
- Rudeltaktik Luchs (27 de setembro de 1942 - 5 de outubro de 1942)